# Орелія (Айова)
Орелія (англ. Aurelia) — місто (англ. city) в США, в окрузі Черокі штату Айова. Населення — 968 осіб (2020).

## Географія
Орелія розташована за координатами 42°42′47″ пн. ш. 95°26′12″ зх. д. / 42.71306° пн. ш. 95.43667° зх. д. (42.713153, -95.436529).  За даними Бюро перепису населення США в 2010 році місто мало площу 2,70 км², уся площа — суходіл.

## Демографія
Згідно з переписом 2010 року, у місті мешкало 1036 осіб у 426 домогосподарствах у складі 299 родин. Густота населення становила 383 особи/км².  Було 447 помешкань (165/км²).
Расовий склад населення:
| - 96,3 % — білих - 0,6 % — азіатів - 0,3 % — чорних або афроамериканців - 0,2 % — корінних американців - 1,6 % — осіб інших рас |

До двох чи більше рас належало 1,0 %. Частка іспаномовних становила 2,6 % від усіх жителів.
За віковим діапазоном населення розподілялося таким чином: 22,6 % — особи молодші 18 років, 53,6 % — особи у віці 18—64 років, 23,8 % — особи у віці 65 років та старші. Медіана віку мешканця становила 45,2 року. На 100 осіб жіночої статі у місті припадало 98,1 чоловіків;  на 100 жінок у віці від 18 років та старших — 94,2 чоловіків також старших 18 років.
Середній дохід на одне домашнє господарство  становив 58 391 долар США (медіана — 50 556), а середній дохід на одну сім'ю — 67 896 доларів (медіана — 61 250). Медіана доходів становила 47 450 доларів для чоловіків та 29 732 долари для жінок. За межею бідності перебувало 17,8 % осіб, у тому числі 21,8 % дітей у віці до 18 років та 8,9 % осіб у віці 65 років та старших.
Цивільне працевлаштоване населення становило 512 особи. Основні галузі зайнятості: освіта, охорона здоров'я та соціальна допомога — 36,7 %, виробництво — 13,5 %, будівництво — 10,4 %, роздрібна торгівля — 7,8 %.